# Ahetze
Ahetze [a.ɛts] est une commune française située dans le département des Pyrénées-Atlantiques, en région Nouvelle-Aquitaine.

## Géographie

### Localisation
La commune fait partie de la province basque du Labourd. Les plages atlantiques de Bidart et Guéthary sont à moins de quatre kilomètres.

### Communes limitrophes
Les communes limitrophes sont Arbonne, Arcangues, Bidart, Saint-Jean-de-Luz et Saint-Pée-sur-Nivelle.
| Bidart            |                       | Arbonne   |
| Saint-Jean-de-Luz | Ahetze                | Arcangues |
|                   | Saint-Pée-sur-Nivelle |           |

### Hydrographie
Située dans le bassin versant de l'Adour, la commune est traversée par un affluent du fleuve côtier Uhabia, le Zirikolatzeko erreka et par les tributaires de celui-ci, les erreka Amisolako, Uroneko et Besaingo et l'affluent de ce dernier, le Pemartiko erreka. Paul Raymond indique également, dans son dictionnaire topographique Béarn-Pays basque datant de 1863, un affluent de l’Alborga, le Haïstéchéhé, qui arrose Ahetze après avoir pris sa source sur Saint-Pée-sur-Nivelle.

### Climat
Pour des articles plus généraux, voir Climat de la Nouvelle-Aquitaine et Climat des Pyrénées-Atlantiques.
Historiquement, la commune est exposée à un micro climat océanique basque.  
En 2020, Météo-France publie une typologie des climats de la France métropolitaine dans laquelle la commune est exposée à un climat de montagne et est dans la région climatique Pyrénées atlantiques, caractérisée par une pluviométrie élevée (>1 200 mm/an) en toutes saisons, des hivers très doux (7,5 °C en plaine) et des vents faibles.
Pour la période 1971-2000, la température annuelle moyenne est de 13,9 °C, avec une amplitude thermique annuelle de 12,3 °C. Le cumul annuel moyen de précipitations est de 1 382 mm, avec 13,1 jours de précipitations en janvier et 8,2 jours en juillet. Pour la période 1991-2020, la température moyenne annuelle observée sur la station météorologique la plus proche, située sur la commune de Ciboure à 8 km à vol d'oiseau, est de 15,0 °C et le cumul annuel moyen de précipitations est de 1 521,3 mm,. Pour l'avenir, les paramètres climatiques de la commune estimés pour 2050 selon différents scénarios d’émission de gaz à effet de serre sont consultables sur un site dédié publié par Météo-France en novembre 2022.

### Milieux naturels et biodiversité
L’inventaire des zones naturelles d'intérêt écologique, faunistique et floristique (ZNIEFF) a pour objectif de réaliser une couverture des zones les plus intéressantes sur le plan écologique, essentiellement dans la perspective d’améliorer la connaissance du patrimoine naturel national et de fournir aux différents décideurs un outil d’aide à la prise en compte de l’environnement dans l’aménagement du territoire.
Une ZNIEFF de type 2 est recensée sur la commune, : 
les « bois et landes d'Ustaritz et de Saint-Pée » (2 153,79 ha), couvrant 7 communes du département.

## Urbanisme

### Typologie
Au 1er janvier 2025, Ahetze est catégorisée bourg rural, selon la nouvelle grille communale de densité à sept niveaux définie par l'Insee en 2022.
Elle appartient à l'unité urbaine de Bayonne (partie française), une agglomération internationale regroupant 28  communes, dont elle est une commune de la banlieue,,. Par ailleurs la commune fait partie de l'aire d'attraction de Bayonne (partie française), dont elle est une commune de la couronne,. Cette aire, qui regroupe 56 communes, est catégorisée dans les aires de 200 000 à moins de 700 000 habitants,.

### Occupation des sols

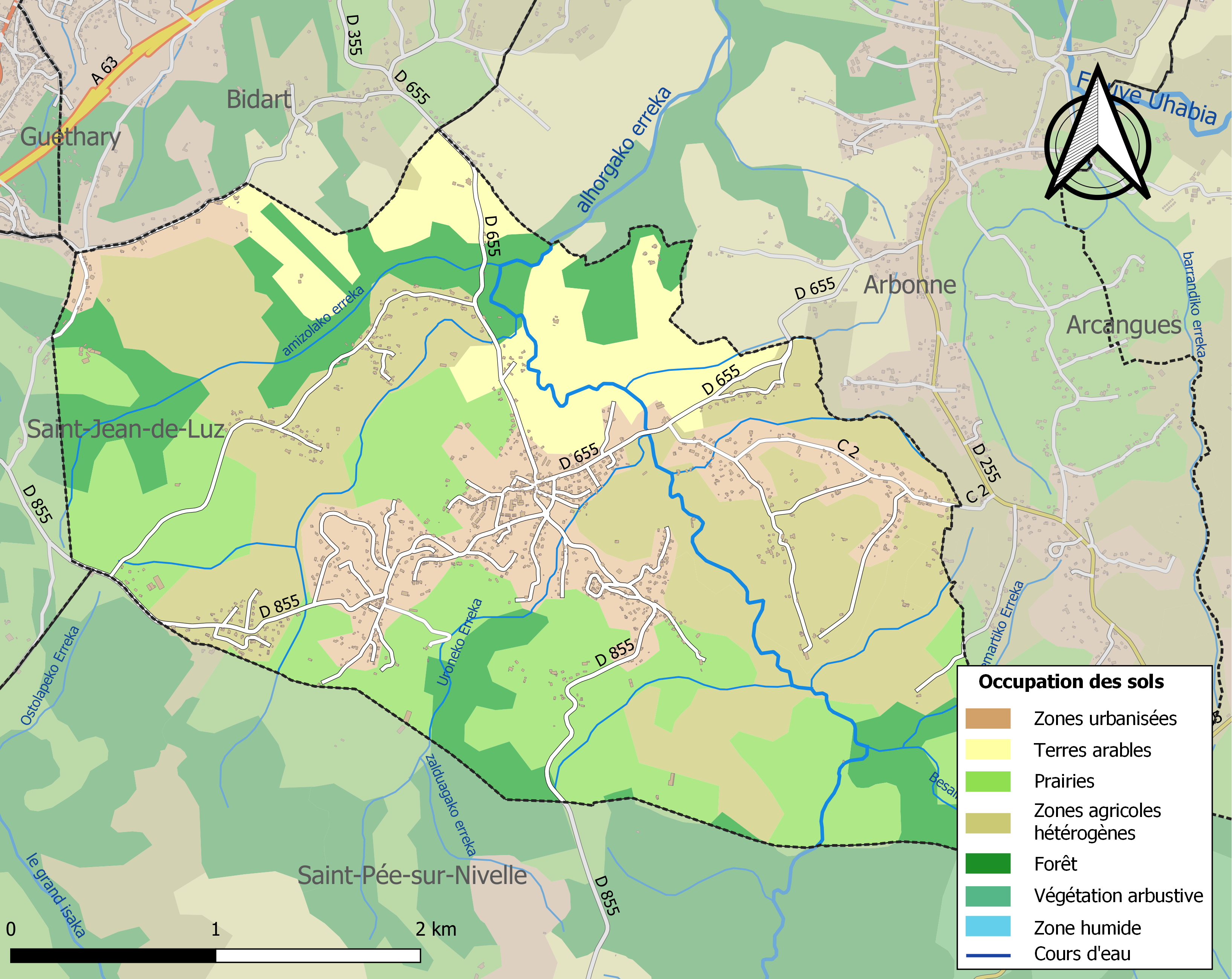
Carte des infrastructures et de l'occupation des sols de la commune en 2018 (CLC).

L'occupation des sols de la commune, telle qu'elle ressort de la base de données européenne d’occupation biophysique des sols Corine Land Cover (CLC), est marquée par l'importance des territoires agricoles (68,9 % en 2018), en diminution par rapport à 1990 (71,5 %). La répartition détaillée en 2018 est la suivante :
zones agricoles hétérogènes (32,8 %), prairies (25,4 %), forêts (16,2 %), zones urbanisées (14,6 %), terres arables (10,8 %), milieux à végétation arbustive et/ou herbacée (0,2 %). L'évolution de l’occupation des sols de la commune et de ses infrastructures peut être observée sur les différentes représentations cartographiques du territoire : la carte de Cassini (XVIIIe siècle), la carte d'état-major (1820-1866) et les cartes ou photos aériennes de l'IGN pour la période actuelle (1950 à aujourd'hui).

### Lieux-dits et hameaux
- Adamenea[19]
- Aguerria[19]
- Amizola[19],[3]
- Arrakotenea[19]
- Belhardiko Errota[19]
- Biperenborda[19]
- Borda[19]
- Dorrea[19]
- Etxebiaga[19]
- Haroztegia[19]
- Harrieta[19]
- Ithurbidea[19]
- Ithurbidenborda[19]
- Laharraga[19]
- Larramendia[19]
- Larreluzea[19]
- Larretxeberria[19]
- Larrunta[19] et Larruntaldea[3]
- Martikotenea[19]
- Mulienea[19]
- Olhagaina[19]
- Ostaleriaborda[19]
- Solorzano[19]
- Uhartea[19]
- Xaharrenea[19]
- Ximikoenea[19]
- Xirrikenea[19]

### Voies de communication et transports
Ahetze est à l'intersection des routes départementales 655, entre Arbonne et Bidart et 855, entre Saint-Pée-sur-Nivelle et Saint-Jean-de-Luz. La commune a accès aux sorties 4 (Biarritz La Négresse) et 3 (Saint-Jean-de-Luz nord) de l'autoroute A63.
La commune est desservie par la ligne 51 du réseau de bus Hegobus.
L'aéroport de Biarritz-Pays basque est à quinze minutes du centre du bourg.

### Risques majeurs
Le territoire de la commune d'Ahetze est vulnérable à différents aléas naturels : météorologiques (tempête, orage, neige, grand froid, canicule ou sécheresse), inondations, feux de forêts et séisme (sismicité modérée). Il est également exposé à un risque technologique, le transport de matières dangereuses. Un site publié par le BRGM permet d'évaluer simplement et rapidement les risques d'un bien localisé soit par son adresse soit par le numéro de sa parcelle.

#### Risques naturels
Certaines parties du territoire communal sont susceptibles d’être affectées par le risque d’inondation par une crue torrentielle ou à montée rapide de cours d'eau, notamment l'Alhorgako erreka. La commune a été reconnue en état de catastrophe naturelle au titre des dommages causés par les inondations et coulées de boue survenues en 1982, 1983, 2002, 2007, 2009, 2010 et 2021,.
Ahetze est exposée au risque de feu de forêt. En 2020, le premier plan de protection des forêts contre les incendies (PDPFCI) a été adopté pour la période 2020-2030. La réglementation des usages du feu à l’air libre et les obligations légales de débroussaillement dans le département des Pyrénées-Atlantiques font l'objet d'une consultation de public ouverte du 16 septembre au 7 octobre 2022,.

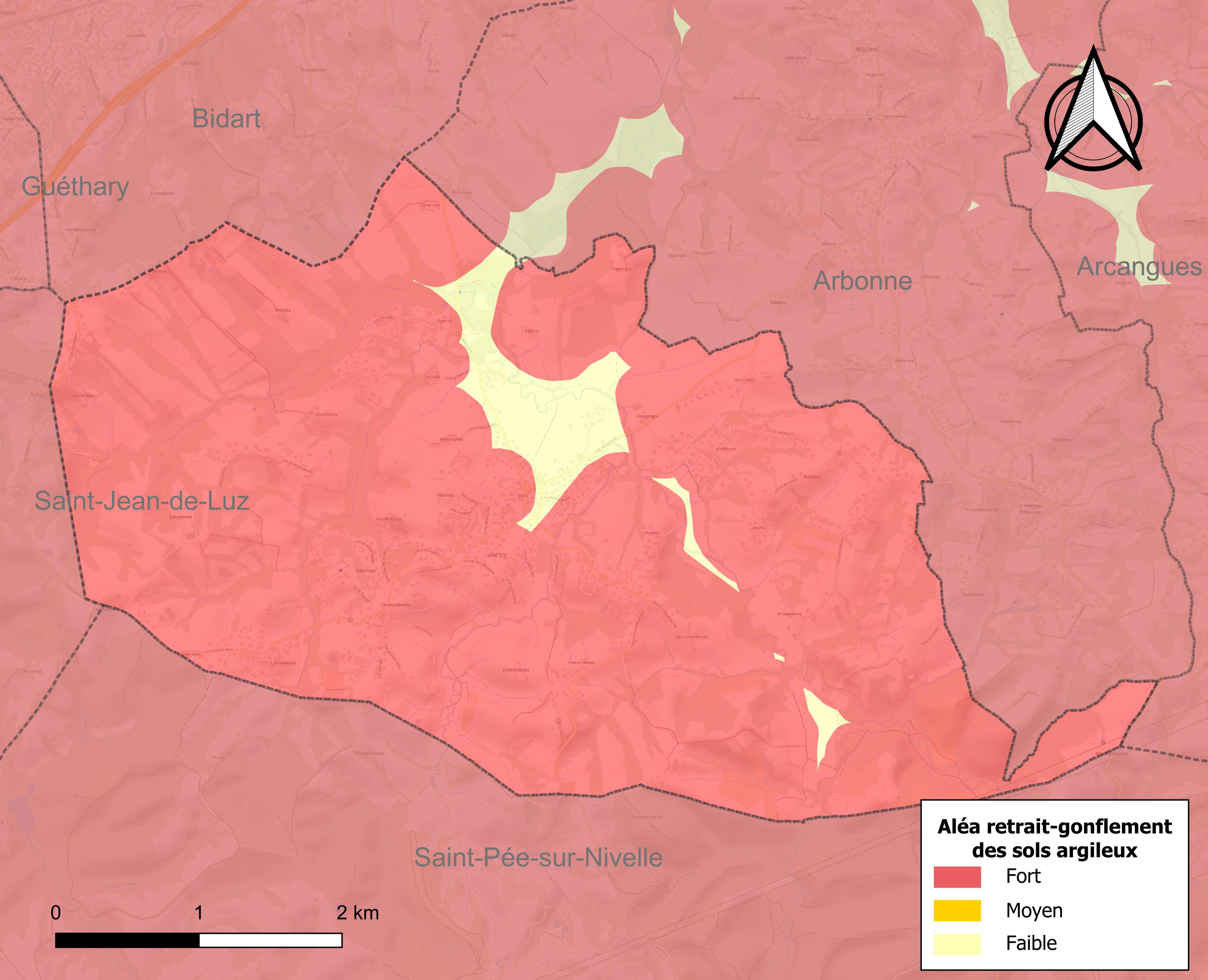
Carte des zones d'aléa retrait-gonflement des sols argileux d'Ahetze.

Le retrait-gonflement des sols argileux est susceptible d'engendrer des dommages importants aux bâtiments en cas d’alternance de périodes de sécheresse et de pluie. 94,8 % de la superficie communale est en aléa moyen ou fort (59 % au niveau départemental et 48,5 % au niveau national). Depuis le 1er octobre 2020, en application de la loi ELAN, différentes contraintes s'imposent aux vendeurs, maîtres d'ouvrages ou constructeurs de biens situés dans une zone classée en aléa moyen ou fort,.

## Toponymie
Le toponyme Ahetze apparaît sous les formes
Ahece (1083),
Ahese et Aheze (1170 pour les deux formes),
de hetsa (1249), Villa quœ dicitur Ahece et Aheze (XIIIe siècle, cartulaire de Bayonne),
Ahetce (1302, chapitre de Bayonne) et
Ahetze au XIXe siècle.
Jean-Baptiste Orpustan indique qu'Ahetze provient d'aiz, « pierre » et par extension « hauteur rocheuse ».
Le toponyme Larruntaldea apparaît sous la forme Larungorix (XIIIe siècle, cartulaire de Bayonne, feuillet 12).
L’Amisolako erreka est mentionné par Paul Raymond en 1863 sous la forme Amisola. Le même dictionnaire cite le hameau d’Ouhas-Aldéa.
Selon Eugène Goyheneche, « deux maisons (…) ont gardé leur nom médiéval : Akarreta et Haranbillaga ».
Son nom basque actuel est Ahetze.

## Histoire
Au Moyen Âge les pèlerins de Compostelle qui avaient choisi le passage par la côte atlantique, passaient par Ahetze, Ibarron et parvenaient à l'hôpital (Ospitale Zaharra) de Sare. D'autres préféraient bifurquer à partir d'Ahetze pour atteindre la chapelle Saint-Jacques de Serres, et gagner Vera en passant par Olhette et le col d'Ibardin.

## Politique et administration

### Liste des maires
| Période                                  | Période                     | Identité           | Étiquette | Qualité                                                                                         |
| ---------------------------------------- | --------------------------- | ------------------ | --------- | ----------------------------------------------------------------------------------------------- |
| 1957                                     | mars 1971                   | Élie d'Elbée       |           | Propriétaire-exploitant                                                                         |
| Les données manquantes sont à compléter. |                             |                    |           |                                                                                                 |
| mars 1977                                | mars 2008                   | Pierre Cocagne     | DVD       | Retraité                                                                                        |
| mars 2008                                | septembre 2011, (démission) | Jean d'Elbée       |           | Océanographe biologiste                                                                         |
| novembre 2011                            | juin 2024 (démission)       | Philippe Elissalde | DVD       | Instituteur et directeur d'école Conseiller permanent de la Communauté du Pays Basque (2017 → ) |
| juin 2024                                | En cours (au 20 juin 2024)  | Joël Di Fabio      | SE        | Enseignant, ancien adjoint au maire                                                             |

### Intercommunalité
Ahetze adhère à la communauté d'agglomération du Pays Basque et adhère à l'Eurocité basque Bayonne - San Sebastian. Elle est membre du syndicat d'énergie des Pyrénées-Atlantiques et de l'Agence publique de gestion locale.

## Population et société

### Démographie
Le gentilé est Aheztar,.
L'évolution du nombre d'habitants est connue à travers les recensements de la population effectués dans la commune depuis 1793. Pour les communes de moins de 10 000 habitants, une enquête de recensement portant sur toute la population est réalisée tous les cinq ans, les populations de référence des années intermédiaires étant quant à elles estimées par interpolation ou extrapolation. Pour la commune, le premier recensement exhaustif entrant dans le cadre du nouveau dispositif a été réalisé en 2005.

En 2022, la commune comptait 2 070 habitants, en évolution de −1,94 % par rapport à 2016 (Pyrénées-Atlantiques : +3,78 %, France hors Mayotte : +2,11 %).
| 1793 | 1800 | 1806 | 1821 | 1831 | 1836 | 1841 | 1846 | 1851 |
| ---- | ---- | ---- | ---- | ---- | ---- | ---- | ---- | ---- |
| 415  | 418  | 433  | 511  | 524  | 608  | 579  | 577  | 644  |

| 1856 | 1861 | 1866 | 1872 | 1876 | 1881 | 1886 | 1891 | 1896 |
| ---- | ---- | ---- | ---- | ---- | ---- | ---- | ---- | ---- |
| 620  | 605  | 595  | 567  | 553  | 543  | 540  | 529  | 533  |

| 1901 | 1906 | 1911 | 1921 | 1926 | 1931 | 1936 | 1946 | 1954 |
| ---- | ---- | ---- | ---- | ---- | ---- | ---- | ---- | ---- |
| 550  | 523  | 537  | 485  | 456  | 507  | 459  | 428  | 460  |

| 1962 | 1968 | 1975 | 1982 | 1990  | 1999  | 2005  | 2006  | 2010  |
| ---- | ---- | ---- | ---- | ----- | ----- | ----- | ----- | ----- |
| 479  | 484  | 567  | 869  | 1 069 | 1 318 | 1 452 | 1 468 | 1 809 |

| 2015  | 2020  | 2022  | - | - | - | - | - | - |
| ----- | ----- | ----- | - | - | - | - | - | - |
| 2 024 | 2 027 | 2 070 | - | - | - | - | - | - |

La commune fait partie de l'aire d'attraction de Bayonne.

### Enseignement
La commune dispose d'une école primaire publique. Cette école propose un enseignement bilingue français-basque à parité horaire.

### Manifestations culturelles et festivités
Créé en 1971, le comité des fêtes d'Ahetze (Ahetzeko Mozkor Banda) organise les événements suivants : le battage de blé, la soirée dansante, le gala de force basque, le loto et les fêtes patronales qui ont lieu entre le 25 octobre et le 11 novembre.

### Sports
Ahetze possède deux frontons, l'un, ancien, encastré dans le mur de la mairie, et un second, achevé en 2008, intégré au nouveau lotissement du bourg.
Le trinquet Pantxoa Sein est adossé à l'école primaire.
Un parcours santé balisé parcourt la zone sud-est du village.
|  |  |

### Santé
La commune d'Ahetze dispose de plusieurs services de santé : médecin généraliste, chirurgien dentiste, infirmière, masseur kinésithérapeute et orthophoniste.

## Économie
Le classement 2006 de l'Insee, indiquant le revenu fiscal médian par ménage, pour chaque commune de plus de 50 ménages (30 687 communes parmi les 36 681 communes recensées), classe Ahetze au rang 7 693, pour un revenu de 17 944 €.
La brocante qui a lieu tous les troisièmes dimanches du mois, draine régulièrement des amateurs d'antiquités depuis la région parisienne, jusqu'aux communes espagnoles toutes proches, et participe à l'animation économique de ce village à l'activité essentiellement agricole.
La commune fait partie de la zone d'appellation de l'ossau-iraty.

## Culture locale et patrimoine
Sous l'impulsion de l'équipe municipale menée par Pierre Cocagne (mandat 2001-2008), Ahetze a résolument décidé d'adapter son profil de village rural à la demande immobilière croissante dans cette zone proche du littoral atlantique. Plusieurs projets de lotissements immobiliers sont en cours de réalisation, dont celui du bourg, dans la zone soumise à l'autorisation de l'architecte des bâtiments de France.

### Langues
La Carte des Sept Provinces Basques établie par le prince Louis-Lucien Bonaparte en 1863 indique que le dialecte basque parlé à Ahetze est le labourdin.

### Lieux et monuments

#### Patrimoine civil

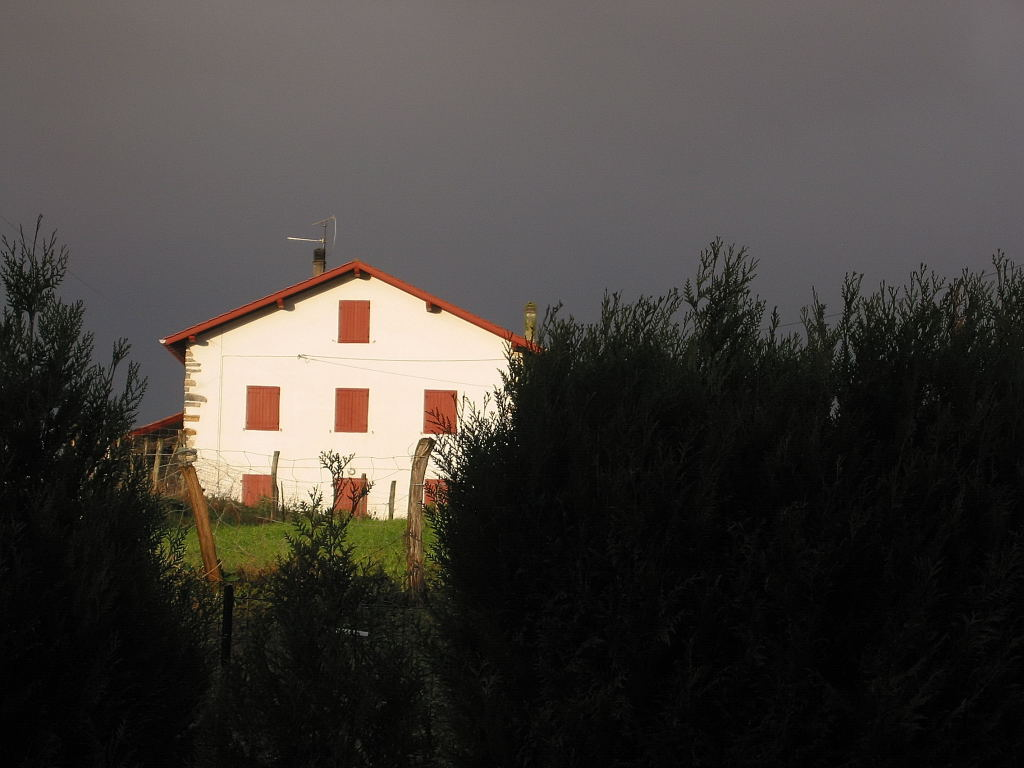
Maison basque sous l'orage

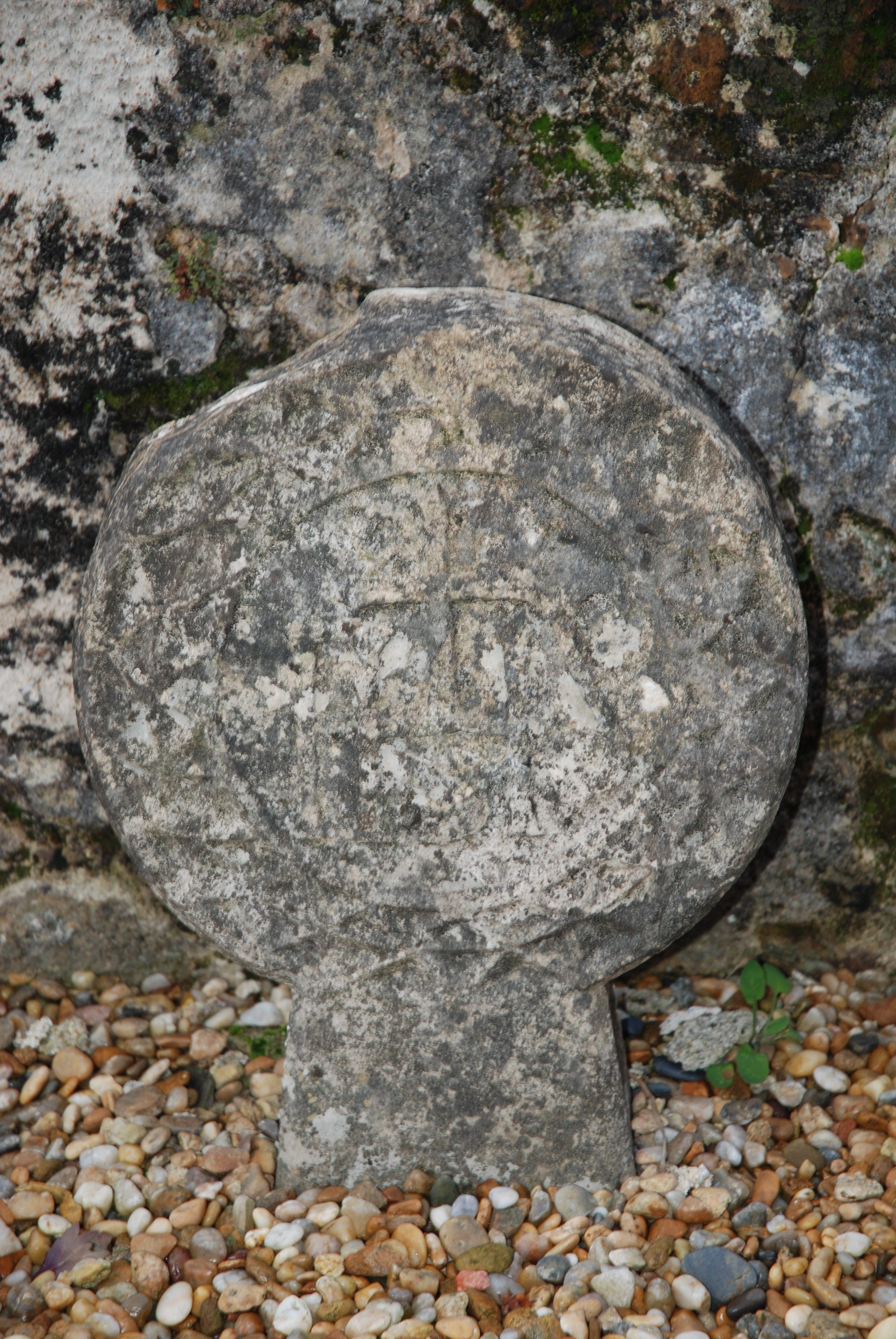
Stèle discoïdale

La ferme Ostalapia, aujourd'hui transformée en restaurant, est un ancien relais sur la route de Saint-Jacques-de-Compostelle, et bien avant, un refuge pour les Guethariars et Bidartars lorsqu'ils étaient attaqués par des pirates venus de l'océan, ou par des brigands ; sur le parking on peut encore apercevoir quelques blocs de pierre servant jadis de murailles.
Ahetze possède de vieilles maisons basques datant des XVIIe et XVIIIe siècles, certaines ayant été rehaussées au cours du temps. Les constructions actuelles respectent le style labourdin.
|  |  |  |

#### Patrimoine religieux

##### Église Saint-Martin d'Ahetze

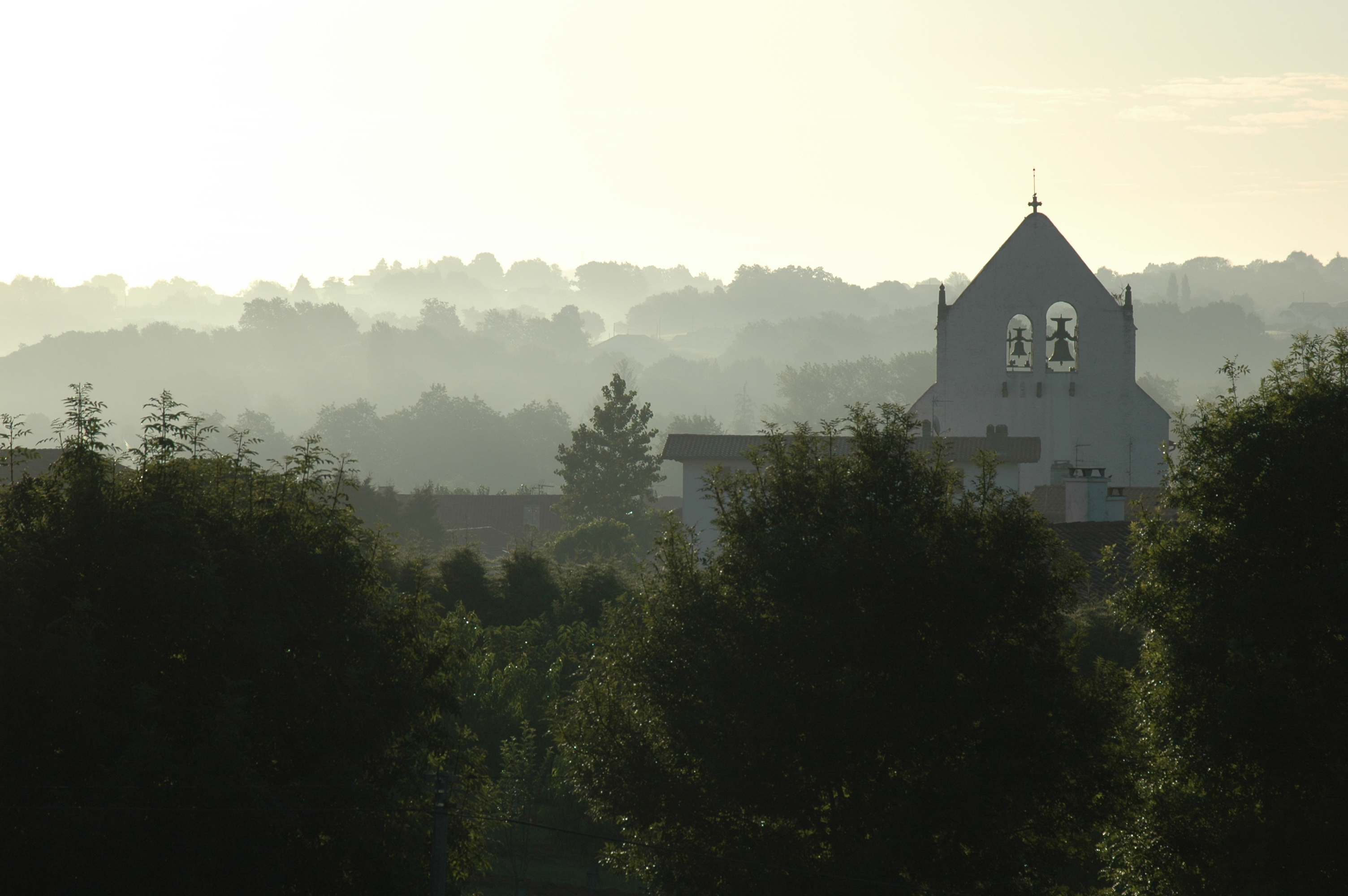
Église d'Ahetze

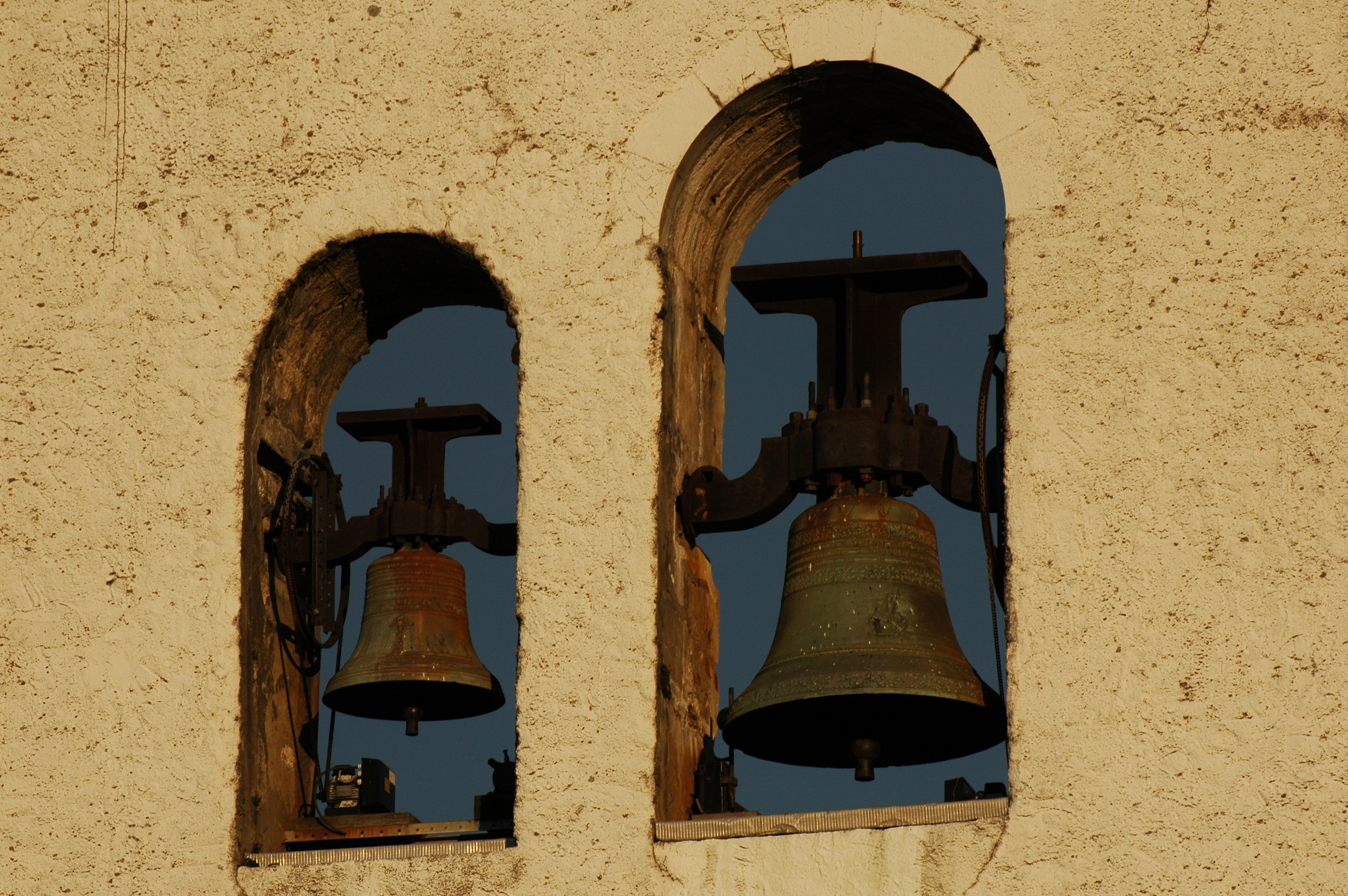
Gros plan sur les cloches de l'église

L'édifice a été inscrit au titre des monuments historiques en 1973.
L’église Saint-Martin, point de passage sur la route de Saint-Jacques-de-Compostelle, fut construite au XVIe siècle. Son clocher-mur présente deux baies inégales. Une vierge du XVIIe siècle orne le mur nord. L'église est dédiée à saint Martin de Tours.
L’église possède une statue en bois de saint Jacques en tenue de pèlerin datant du XVIIIe siècle, sur l’abat-voix de la chaire, ainsi qu’une statue en bois datant du XVIIIe siècle et représentant une Vierge de l'Assomption, un retable du XVIIIe siècle, signé « Frère Martin, Récollet, 1733 », et une croix de procession datant du XVe siècle.
Cette croix en bois, recouvert de plaques d’argent, dont les bras sont garnis de clochettes, suscita lors des procès de sorcellerie en l'an 1609, l'indignation du conseiller de Lancre qui y voyait là un objet diabolique. Les sculptures de la croix représentent de face le Christ, la Vierge, saint Jean, le pélican et deux têtes de femmes. Au dos de la croix, on trouve la représentation d’un évêque, sans doute saint Martin.
Eugène Goyheneche signale que l’église d’Ahetze possédait, fait exceptionnel, un registre de catholicité en basque.
|  |  |  |

### Patrimoine environnemental
Des hauteurs d'Ahetze, tous les sommets basques proches de l'Atlantique sont visibles, la Rhune, le Mondarrain, l'Artzamendi, l'Ursuia en France, et les Trois Couronnes en Espagne.
|  |  |  |

|  |  |

### Personnalités liées à la commune
Arambillaga, né à Ahetze, est un prêtre, traducteur en basque de l'Imitation du Jésus-Christ,, publiée à Bayonne en 1684. Il était le curé de la paroisse de Ciboure.

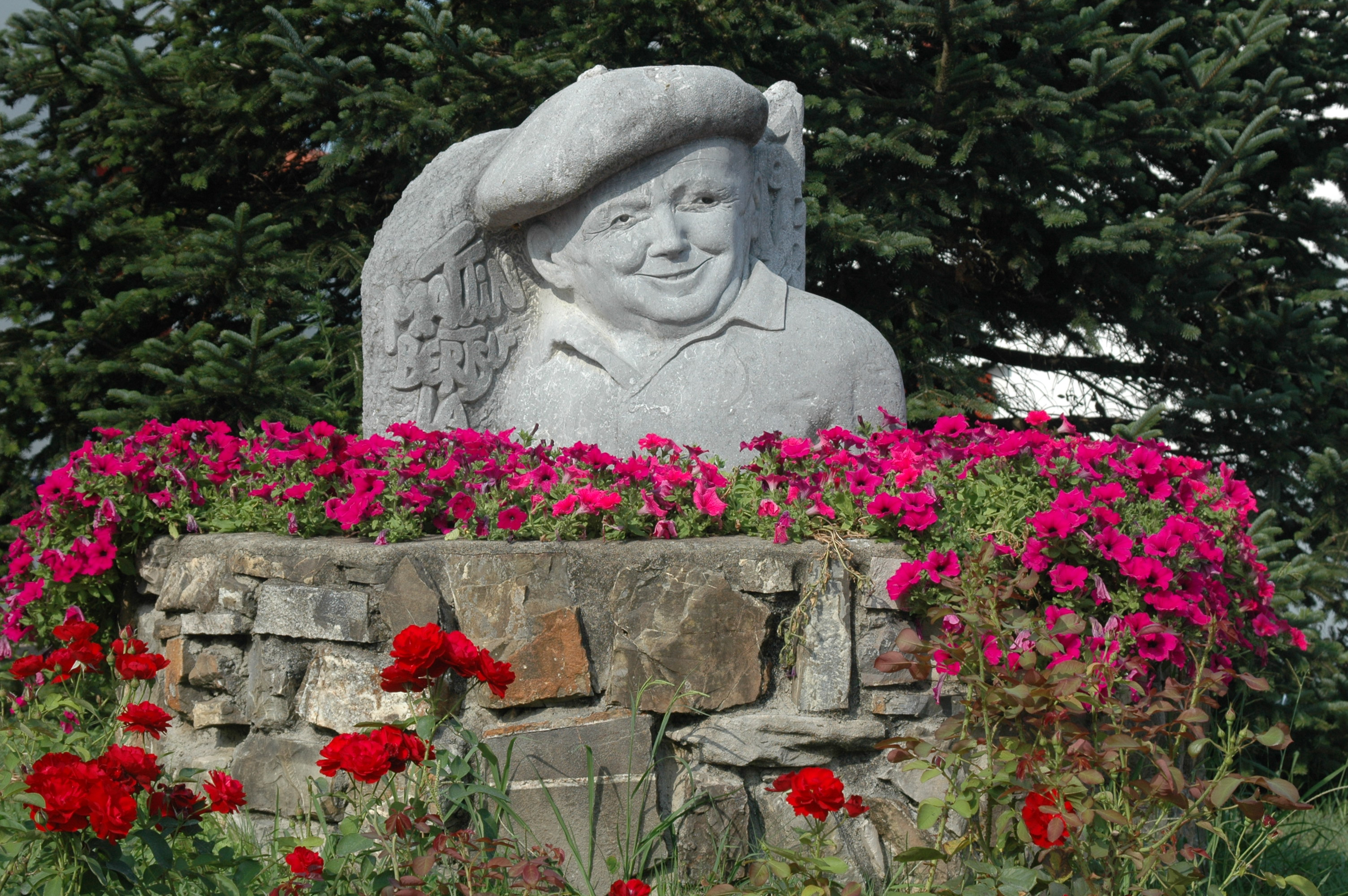
Statue de Mattin Treku, sculptée par Piarres Erdozaintzi

Mattin Treku, né le 11 novembre 1916 à Ahetze et mort le 22 juillet 1981 dans la même commune, est un bertsolari renommé du Pays basque français.
Morton H. Levine,, né en Californie et décédé en 1982, est un anthropologue nord-américain qui, durant les années 1960, fit les premières recherches qui permirent de mettre en exergue les particularités hématologiques propres aux Basques, auprès de la totalité de la population des villages de Macaye et d'Ahetze. Les études mirent en évidence, par rapport aux populations environnantes, la fréquence élevée du groupe sanguin O et des rhésus négatifs, ainsi que les particularités de distribution des antigènes Gm et HL-A.

### Héraldique
| Blason | Blasonnement : Parti au 1 d'or au lion rampant de gueules tenant entre ses pattes une croix processionnelle à six clochettes le tout de sable ; au 2e d'azur au bâton de pèlerin posé en pal avec sa gourde, surmonté de deux coquilles, le tout d'or. Commentaires : Devise: « mattin bertsu omore eta ahetze herria ». Adopté en 1996. « Le lion labourdin tient une croix processionnelle du XVIe siècle. Le bâton de pèlerin et les coquilles, sont des symboles jacquaires, évoquant une maison Ospitalia qui recevait les pèlerins (...). » |

## Pour approfondir